# 15 cm schwere Feldhaubitze M 14
15 cm schwere Feldhaubitze M 14 var en tung haubits som gjorde tjeneste i Østrig-Ungarn under 1. Verdenskrig.
Den havde to sæder til besætningen monteret på kanonskjoldet. Den kunne deles i to til transport. M 14 blev modificeret for at forbedre elevation og rækkevidde for at styrke understellet og fik navnet M 14/16. Efter krigen blev der foretaget ændringer, så den kunne trækkes efter motorkøretøjer og håndtere andre problemer.
M 14 og M14/16 haubitser blev erobret af Italien under krigen og blev modtaget som krigsskadeerstatning efter krigen. De blev sat i tjeneste med betegnelsen Obice da 149/13. Omkring 490 var til rådighed i 1939 og våben erobret af tyskerne efter den italienske kapitulation i 1943 blev brugt under betegnelsen 15 cm sFH 400(i). Tjekkiske og slovakiske våben blev kaldt 15 cm hrubá houfnice vz. 14 og 14/16.